# Eric Hagberg
Eric Hagberg, född den 9 juni 1894 i Göteborg, död den 3 december 1981 i Borås, var en svensk läkare. Han var svärfar till Nils Palmgren.
Hagberg avlade studentexamen i Göteborg 1914, medicine kandidatexamen vid Uppsala universitet 1918 och medicine licentiatexamen vid Karolinska institutet i Stockholm 1924. Han blev extra ordinarie amanuens vid Serafimerlasarettets röntgeninstitut 1924, assistentläkare vid Sankt Eriks sjukhus samt tillförordnad underläkare vid Radiumhemmet 1925, andre underläkare vid Radiumhemmet 1926, förste underläkare där 1927 och amanuens vid Serafimerlasarettets röntgeninstitut 1928. Hagberg var tillförordnad överläkare vid Radiumhemmet 1928–1929, extra underläkare vid Serafimerlasarettets röntgeninstitut 1929–1931 och lasarettsläkare vid Borås lasaretts röntgenavdelning 1931–1959. Han blev riddare av Nordstjärneorden 1947.